# Concordio de Astorga
Para otros personajes de nombre similar, véase Concordio.
Concordio (m. 636) fue un eclesiástico visigodo, obispo de Astorga entre los años 629 y 636, contemporáneo del papa Honorio I y de los reyes Suintila y Sisenando.
La única noticia histórica acerca de su persona es su presencia en el IV Concilio de Toledo presidido por Isidoro de Sevilla el año 633, en cuyas actas suscribió el 33º de 69 obispos por orden de antigüedad, por lo que se le supone consagrado algunos años antes.

En tiempos de este prelado la diócesis de Astorga ya era sufragánea de la de Braga, tras haberlo sido anteriormente de la de Lugo.
| Predecesor: Talasio | Obispo de Astorga 629 – 636 | Sucesor: Oscando |